# پنتالوژی
پِنتالوژی (از یونانی (πεντα=penta) به معنی "پنج" و (logia=λογία) به معنی "گفتمان") یک اثر ادبی یا روایی است که به صراحت از پنج بخش تشکیل شده‌است. اگر چه استفاده امروزی از کلمه به معنای این است که شامل قطعات منطقی باشند و ساختار توسط نویسنده طراحی شده باشد، و از لحاظ تاریخی لازم نیست کاملاً درست باشد. در واقع، یک پنتالوگرافی می‌تواند توسط یک ویرایشگر بعدی ویرایش شود، فقط همان‌طور که کتاب اِنیدز فلوطین توسط پورفیری به منظور ایجاد یک ساختار کلی از شش ایده که عدد کامل را بیان می‌کردند، مرتب شده بود.